# Acanthothecis socotrina
Acanthothecis socotrina är en lavart som först beskrevs av Johannes Müller Argoviensis, och fick sitt nu gällande namn av Staiger & Kalb. Acanthothecis socotrina ingår i släktet Acanthothecis och familjen Graphidaceae.   Inga underarter finns listade i Catalogue of Life.